# Tephrina confertistriga
Tephrina confertistriga är en fjärilsart som beskrevs av W. Warren 1906. Tephrina confertistriga ingår i släktet Tephrina och familjen mätare. Inga underarter finns listade i Catalogue of Life.